# Ventoy
Ventoy je open-source a volně šiřitelný program, který umožňuje na USB flash disk vytvořit bootovatelné prostředí s více obrazy Operačního Systému jako .iso, .wim, .img, .vhd, .efi soubory. Po nastartování Ventoy umožní výběr obrazu OS pro boot ze všech obrazů OS, které se na USB disku nachází.

## Vlastnosti
Ventoy může být instalován na USB flash disk, SSD nebo SD kartu. Ventoy podporuje bootování operačních systémů z ISO obrazů včetně Windows 7 a vyšších, Debian, Ubuntu, CentOS, RHEL, Fedora a mnoho dalších Linuxových distribucí atd. Instalace rozdělí USB flash disk na 2 diskové oddíly, jeden s bootloaderem pro zavedení Ventoy, druhý pro diskové obrazy. Přidání dalšího obrazu OS znamená pouhé zkopírování souboru s obrazem OS na tento diskový oddíl. 